# Nephrotoma korpa
Nephrotoma korpa är en tvåvingeart som beskrevs av Alexander 1967. Nephrotoma korpa ingår i släktet Nephrotoma och familjen storharkrankar. Inga underarter finns listade i Catalogue of Life.